# What You Gonna Do When the Grid Goes Down?
What You Gonna Do When the Grid Goes Down? è il quindicesimo album in studio del gruppo musicale statunitense Public Enemy, pubblicato nel 2020.

## Tracce
1. When the Grid Goes Down... (featuring George Clinton) – 1:31
2. GRID (featuring Cypress Hill & George Clinton) – 4:32
3. State of the Union (STFU) (featuring DJ Premier) – 2:54
4. Merica Mirror (featuring Pop Diesel) – 0:08
5. Public Enemy Number Won (featuring Mike D, Ad-Rock &Run-DMC) – 5:25
6. Toxic – 3:11 – Threepeeoh
7. Yesterday Man (featuring Daddy-O) – 3:03
8. Crossroads Burning (Interlude) (featuring James Bomb) – 0:12
9. Fight the Power: Remix 2020 (featuring Nas, Rapsody, Black Thought, Jahi, YG & Questlove) – 4:57
10. Beat Them All – 2:52
11. Smash the Crowd (featuring Ice-T & PMD) – 3:06
12. If You Can't Join Em Beat Em – 0:50
13. Go at It (featuring Jahi) – 3:21
14. Don't Look at the Sky (Interlude) (featuring Mark Jenkins) – 0:09
15. Rest in Beats (featuring The Impossebulls) – 3:57
16. R.I.P. Blackat – 3:35
17. Closing: I Am Black (featuring Ms. Ariel) – 0:14